# 金光鑑太郎
金光 鑑太郎（こんこう かがみたろう、明治42年（1909年）4月26日 - 平成3年（1991年）1月10日）は、金光教の四代金光様。書家、歌人、文化人、教育者。雅号は碧水（へきすい）。金光図書館を創設し、初代図書館長。昭和26年から平成2年まで、日本図書館協会顧問。昭和48年から平成2年までボーイスカウト日本連盟顧問。

## 略歴
明治42年4月26日、今の岡山県浅口市金光町大谷に生まれる。金光攝胤とキクヨ（佐藤範雄の娘）の長男。父金光攝胤の死に伴う金光教教主選挙で、昭和38年7月9日二代目金光教主に就任、信奉者からは四代金光様と呼ばれた。
平成3年1月10日死去。死後は長男の金光平輝（こんこうへいき）が、教主に選出された。
戦後日本の文化振興のため金光教の公共図書館を作る活動をはじめ、昭和47年には三木記念賞を受賞するなど、書家、歌人、文化人としての側面や、天文にも造詣が深く、金光図書館に天文台を作る計画もあった。
親交のあった、香西洋樹佐治天文台長は、小惑星の番号4526(1982KN1)を「Konko」（こんこう）と、そして番号11254(1977DL2)を、雅号である「金光碧水」と名付けた。

## 著作リスト
- 『生きる力の贈りもの』（金光教徒社、2001年）
- 『土』1-19（槻の木叢書）